# Piper serrulatum
Piper serrulatum är en pepparväxtart som beskrevs av Truman George Yuncker. Piper serrulatum ingår i släktet Piper och familjen pepparväxter. Inga underarter finns listade i Catalogue of Life.